# Stigmochora chloroxyli
Stigmochora chloroxyli är en svampart som beskrevs av R.C. Rajak & A.K. Pandey 1986. Stigmochora chloroxyli ingår i släktet Stigmochora och familjen Phyllachoraceae.   Inga underarter finns listade i Catalogue of Life.